# Augmentacja
Augmentacja – technika imitacyjna polegająca na wydłużeniu, najczęściej dwukrotnym, wszystkich wartości rytmicznych tematu. Szeroko wykorzystywana w barokowej polifonii i przekształceniach wariacyjnych. Techniką odwrotną do augmentacji jest dyminucja.